# Hispidoberyx ambagiosus
Hispidoberyx ambagiosus is een straalvinnige vissensoort uit de familie van doornvissen (Hispidoberycidae). De wetenschappelijke naam van de soort is voor het eerst geldig gepubliceerd in 1981 door Kotlyar.